# Liste der Kulturdenkmäler in Nomborn
In der Liste der Kulturdenkmäler in Nomborn sind alle Kulturdenkmäler der rheinland-pfälzischen Ortsgemeinde Nomborn aufgeführt. Grundlage ist die Denkmalliste des Landes Rheinland-Pfalz (Stand: 21. Dezember 2021).

## Einzeldenkmäler
| Bezeichnung                        | Lage                          | Baujahr                  | Beschreibung | Bild                           |
| ---------------------------------- | ----------------------------- | ------------------------ | --- | ------------------------------ |
| Wohnhaus                           | Enggaß 1 Lage                 | 18. Jahrhundert          | Fachwerkwohnhaus, teilweise massiv, 18. Jahrhundert                                                                                         | Fotos hochladen                |
| Wohnhaus                           | Gartenstraße 1 Lage           | 17. Jahrhundert          | Fachwerkhaus mit Niederlass, teilweise verschiefert, 17. Jahrhundert                                                                        | BW                             |
| Katholische Pfarrkirche St. Kilian | Hauptstraße 22 Lage           |                          | romanisch-frühgotischer (?) ehemaliger Chor; Kirchhof mit Bruchsteinmauer; hölzernes Kruzifix, Korpus in der Tradition des 18. Jahrhunderts | weitere Bilder Fotos hochladen |
| Wohnhaus                           | Hauptstraße 36 Lage           | 16. Jahrhundert          | Fachwerkhaus, teilweise massiv, 16. Jahrhundert                                                                                             | BW                             |
| Wohnhaus                           | Hauptstraße 39 Lage           | 17. Jahrhundert          | Fachwerkhaus mit Niederlass, teilweise verschiefert, 17. Jahrhundert                                                                        | Fotos hochladen                |
| Wohnhaus                           | Hohlweg, zu Nr. 1 Lage        | 18. Jahrhundert          | Fachwerkhaus mit Niederlass, 18. Jahrhundert                                                                                                | Fotos hochladen                |
| Heiligenhäuschen                   | Mittelstraße, bei Nr. 14 Lage | 18. Jahrhundert          | Bruchsteinbau, wohl aus dem 18. Jahrhundert                                                                                                 | weitere Bilder Fotos hochladen |
| Hofanlage                          | Mittelstraße 19 Lage          | 18. Jahrhundert          | Streckhof; Fachwerkhaus, teilweise massiv, 18. Jahrhundert                                                                                  | Fotos hochladen                |
| Wohnhaus                           | Mittelstraße 29 Lage          | 17. oder 18. Jahrhundert | Fachwerkhaus mit halbem Niederlass, Querbau, teilweise verschiefert, 17. oder 18. Jahrhundert                                               | Fotos hochladen                |